# 브라키프테리기우스

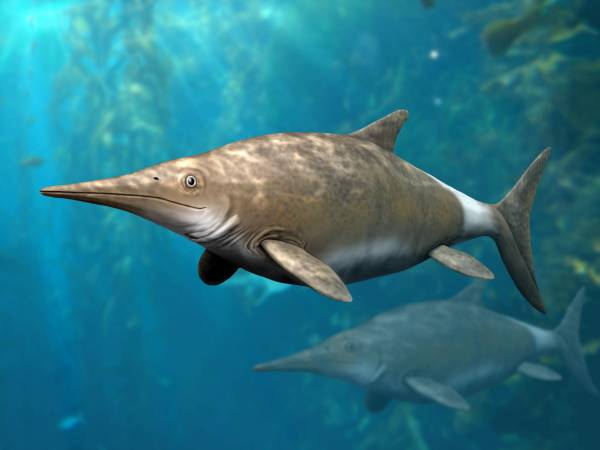

브라키프테리기우스(학명:Brachypterygius extremeus)는 어룡목 브라키프테리기우스과에 속하는 어룡이다. 지금은 멸종된 종으로서 전체적인 몸길이가 4~6m인 거대한 어룡에 속한다.

## 특징
브라키프테리기우스(그리스어로 '넓은 날개'라는 뜻이다.)는 영국 쥐라기 후기에 알려진 오리너구리과 어류 공룡의 멸종속이다. 모식종은 원래 1904년에 불렌저에 의해 이크티오사우루스 익스트림우스로 기술되고 명명되었다. 브라키프테르기우스는 1922년에 후엔에 의해 앞마당의 폭과 짧은 길이 때문에 명명되었으며 따라서 모식종은 브라키프테리기우스 익스트림투스이다. 브라키프테리기우스 익스트림우스의 완모형은 원래 영국 바트의 리아치 그룹에서 온 것으로 생각되었지만 다른 표본들은 그것이 영국 도싯의 킴리지 베이의 킴리지 클레이에서 온 것일 가능성이 더 높다고 암시한다. 중형에서 대형 어룡으로 두개골 길이는 0.5~1.2m이다. 코는 어룡의 특징처럼 길고 이빨은 더 크고 튼튼하며 눈은 안구룡보다 상대적으로 작다. 기저부는 매우 좁은 관절 외부를 가지고 있다. 앞패들에는 5자리 또는 6자리가 있으며 최대 골격 카운트는 8에서 16 사이이다. 주요 특징은 상완골 원위단에 있는 세 가지 측면이다. 가운데는 가장 작고 중간 매개체와 연결되는데 이것은 브라키프테르기우스와 가장 흔한 쥐라기 후기 어류인 안목사우루스를 명확하게 구분한다. 완모형은 쥐라기 후기 어류 공룡(예: 안구모사우루스)과는 분명히 다른 오른쪽 앞잡이이다. 브라키프테리기우스는 오리너구리, 카이풀리사우루스와 가까운 친척이다. 리처드 리데커는 상완골(NHMUK 43989)을 기반으로 영국 케임브리지의 그린샌드(알비안, 백악기 초기)에서 온 안목사우루스 칸타브리지엔시스를 세웠다. 맥고완과 모타니(2003)는 브라키프테리지우스의 한 종으로 간주했지만 2014년에 캠브리지 그린스와 어류 공룡의 재평가 결과 안목룡아과를 넘어서는 노멘두비움으로 판명이 됐다. 2020년에 니콜라이 즈베르코프와 드미트리 그리고리예프는 이 종을 마이아스폰딜루스에게 재배정했다. 큰 두개골이 영국 노퍽주 스토브릿지의 킴리지 클레이에서 발견되어 1976년에 맥고완에 의해 새로운 속과 종인 그렌델리우스 모르닥스로 명명되었다. 킴리지만의 킴리지 클레이에서 나온 보다 완벽한 자료들은 이 두 종이 상당히 비슷하다는 것을 보여주었고 따라서 두 속은 동의어로 간주되었다. 2003년에 맥고완 & 모타니는 전두엽의 차이가 분류학적 가치가 불충분하다는 점을 고려하여 브라키프테리기우스 익스트림우스와 브라키프테리기우스 모르닥스란 두 종을 브라키프테리기우스 익스트림우스로 동의어화했다. 그러나 즈베르코 프와 동료들의 2015년에 발행된 출판물에서는 그렌델리우스 모르닥스가 브라키프테르기우스 익스트림과 충분히 다른 것으로 밝혀져 현재는 별도의 속과 종으로 간주되고 있다. 먹이로는 당대에 서식했던 물고기, 두족류, 갑각류를 주로 잡아먹고 살았을 육식성의 어룡으로 추정되는 종이다.

## 생존시기와 서식지와 화석의 발견
브라키프테리기우스가 생존했었던 시기는 중생대의 쥐라기 후기로서 지금으로부터 1억 6000만년전~1억 4500만년전에 생존했었던 종이다. 생존했었던 시기에는 영국을 중심으로 하는 유럽의 북동부 대서양과 북극해에서 주로 서식했었던 어룡이다. 화석의 발견은 1922년에 영국의 쥐라기에 형성된 지층에서 유럽의 고생물학자인 폰 후엔에 의하여 처음으로 화석이 발견되어 새롭게 명명된 종이다.

## 같이 보기
- 파충류
- 중생대
- 쥐라기
- 어룡
- 화석